# Craig Sheffer
Craig Eric Sheffer (York, Pensilvania, 23 de abril de 1960) es un actor estadounidense. Es conocido principalmente por su participación como protagonista en las películas Nightbreed y A River Runs Through It (El río de la vida en España y Nada es para siempre en Hispanoamérica), junto a su personaje Keith Scott en la serie de televisión One Tree Hill.

## Filmografía selecta

### Film
| Año  | Título                         | Papel                                   | Notas                    |
| ---- | ------------------------------ | --------------------------------------- | ------------------------ |
| 1984 | Voyage of the Rock Aliens      | Frankie                                 |                          |
| 1985 | That Was Then... This Is Now   | Bryon Douglas                           |                          |
| 1986 | Fire with Fire                 | Joe Fisk                                |                          |
| 1987 | Some Kind of Wonderful         | Hardy Jenns                             |                          |
| 1988 | Split Decisions                | Eddie McGuinn                           |                          |
| 1989 | Baby Cakes                     | Rob                                     | Película para televisión |
| 1990 | Nightbreed                     | Aaron Boone / Cabal                     |                          |
| 1990 | Instant Karma                  | Zane                                    |                          |
| 1991 | Blue Desert                    | Randall Atkins                          |                          |
| 1991 | Eye of the Storm               | Ray                                     |                          |
| 1992 | A River Runs Through It        | Norman Maclean                          |                          |
| 1993 | Fire in the Sky                | Allan Dallis                            |                          |
| 1993 | The Program                    | Joe Kane                                |                          |
| 1993 | Fire on the Amazon             | R.J.                                    |                          |
| 1994 | The Road Killers               | Cliff                                   |                          |
| 1994 | Sleep with Me                  | Frank                                   |                          |
| 1995 | In Pursuit of Honor            | Teniente Marshall Buxton                | Television film          |
| 1995 | Wings of Courage               | Henri Guillaumet                        | Short film               |
| 1995 | The Desperate Trail            | Jack Cooper                             |                          |
| 1995 | Bloodknot                      | Mike                                    | Television film          |
| 1996 | The Grave                      | King                                    |                          |
| 1996 | Head Above Water               | Lance                                   |                          |
| 1997 | Miss Evers' Boys               | Dr. Douglas                             | Television film          |
| 1997 | Executive Power                | Nick Seger                              | Video                    |
| 1997 | Bliss                          | Joseph                                  |                          |
| 1997 | Merry Christmas, George Bailey | Ernie Bishop / Ed / Guardián del puente | Película para televisión |
| 1998 | Double Take                    | Connor McEwen                           |                          |
| 1998 | Rhapsody in Bloom              | Jack Safrenek                           | Película para televisión |
| 1998 | Flypaper                       | Bobby Ray                               |                          |
| 1999 | The Fall                       | Adam Ellis                              |                          |
| 1999 | Turbulence 2: Fear of Flying   | Martin                                  |                          |
| 2000 | Net Worth                      | Woody Miller                            |                          |
| 2000 | Peligro en las profundidades   | Brian Goodman                           |                          |
| 2000 | Hellraiser: Inferno            | Detective Joseph Thorne                 |                          |
| 2000 | Maze                           | Mike                                    |                          |
| 2000 | Merlin: The Return             | Mordred                                 |                          |
| 2001 | Ritual                         | Paul Claybourne                         |                          |
| 2001 | Turbulence 3: Heavy Metal      | Nick Watts                              |                          |
| 2001 | Flying Virus                   | Martin Bauer                            |                          |
| 2002 | Truth Be Told                  | Det. Stratten                           |                          |
| 2002 | Cabin Pressure                 | Peter 'Bird Dog' Dewmont                | Película para televisión |
| 2002 | Deadly Little Secrets          | Dr. Gordon Childs                       |                          |
| 2003 | Water Under the Bridge         | Marco                                   |                          |
| 2003 | Dracula II: Ascension          | Lowell                                  | Directo a video          |
| 2003 | Without Malice                 | Dr. Paul Venters                        | Película para televisión |
| 2004 | Prodigal Son                   | Alan                                    | Cortometraje             |
| 2004 | The Pavilion                   | Frank Cassilis                          |                          |
| 2004 | Berserker                      | Boar                                    |                          |
| 2005 | Tom's Nu Heaven                | Tom Mitchell                            |                          |
| 2005 | The Second Front               | Frank Hossom                            |                          |
| 2006 | Find Love                      | Reportero                               |                          |
| 2006 | Long Lost Son                  | Quinn Halloran / John Williams          | Película para televisión |
| 2008 | Love Lies Bleeding             | Morton                                  |                          |
| 2008 | While She Was Out              | Kenneth                                 |                          |
| 2010 | Ashley's Ashes                 | Bill                                    |                          |
| 2010 | Lies Between Friends           | Sheriff Zach Watts                      | Película para televisión |
| 2012 | Bad Ass                        | Attorney                                |                          |
| 2012 | Stand Up Guys                  | Jargoniew #1                            |                          |
| 2012 | The Mark                       | Chad Turner                             |                          |
| 2013 | The Mark 2: Redemption         | Chad                                    |                          |
| 2013 | Battledogs                     | Alcalde Brian Hoffman                   | Película para televisión |
| 2016 | Code of Honor                  | William Porter                          |                          |
| 2017 | Destruction: Los Angeles       | John Benson                             |                          |
| 2019 | Widow's Point                  | Thomas Livingston                       |                          |

### Televisión
| Año             | Título                                | Papel                          | Notas                                              |
| --------------- | ------------------------------------- | ------------------------------ | -------------------------------------------------- |
| 1982            | One Life to Live                      | Ian Hayden                     | Episodio desconocido                               |
| 1983            | The Hamptons                          | Brian Chadway                  | "Pilot" (temporada1: episodio 1)                   |
| 1986–1988       | Teen Wolf                             | Mick                           | Rol de voz; 21 episodios                           |
| 1996            | A Season in Purgatory                 | Constant Bradley               | Miniserie                                          |
| 2001            | Family Law                            | Martin Antenelli               | "Separation" (temporada 2: episodio 13)            |
| 2002            | Fastlane                              | Andrew Kane                    | "Pilot" (temporada 1: episodio 1)                  |
| 2003–2007, 2012 | One Tree Hill                         | Keith Scott                    | 58 episodios                                       |
| 2005            | Into the West                         | Robert Wheeler más viejo       | "Ghost Dance" (temporada 1: episodio 6)            |
| 2010            | Psych                                 | Alguacil Federall Daniel Wayne | "A Very Juliet Episode" (temporada 4: episodio 12) |
| 2010            | Criminal Minds                        | James Thomas                   | "Compromising Positions" (temporada 6: episodio 4) |
| 2012            | The Mentalist                         | Gary Philo                     | "Cheap Burgundy" (temporada 4: episodio 17)        |
| 2012            | CSI: Crime Scene Investigation        | Jack Gilmore                   | 2 episodios                                        |
| 2021            | American Horror Story: Double Feature | Richard Nixon                  | 3 episodios                                        |